# PFL 2 (säsong 2021)
PFL 2, den andra MMA-galan i 2021 års säsong av Professional Fighters League gick av stapeln 29 april 2021 på Ocean Casino Resort i Atlantic City, NJ. Den innehöll matcher i viktklasserna weltervikt och lätt tungvikt.

## Invägning
Vinny Magalhães missade vikten och tvingades åka till sjukhus på grund av en svår bantning och han ersattes i sin match mot Jordan Young av Askar Mozjarov. På matchdagen meddelades det att Mozjarov drog sig ur matchen av medicinska skäl och Young blev därför tilldömd en WO-seger och tre poäng i poängligan.

## Ligan efter evenemanget
Poängsystemet är baserat på vinstpoäng med avslutsbonusar. Tre poäng går till vinnaren och noll poäng till förloraren i det vanliga vinstpoängsystemet. Blir matchen oavgjord får båda atleterna en poäng vardera. Avslutsbonusarna är tre bonuspoäng för avslut i första ronden. Två poäng för avslut i andra ronden, och en poäng för avslut i tredje ronden. Exempelvis får en atlet som vinner i första ronden totalt sex poäng. Missar en atlet vikten förlorar denne och motståndaren vinner tre poäng via WO.

### Weltervikt
| Atlet                  | Vinster | Oavgjorda | Förlorade | 1 | 2 | 3 | Total Poäng |
| ---------------------- | ------- | --------- | --------- | - | - | - | ----------- |
| Ray Cooper III         | 1       | 0         | 0         | 1 | 0 | 0 | 6           |
| Rory MacDonald         | 1       | 0         | 0         | 1 | 0 | 0 | 6           |
| João Zeferin           | 1       | 0         | 0         | 0 | 0 | 0 | 3           |
| Nikolaj Aleksachin     | 0       | 0         | 0         | 0 | 0 | 0 | 1           |
| Sadibou Sy             | 0       | 0         | 0         | 0 | 0 | 0 | 1           |
| Curtis Millender       | 0       | 0         | 1         | 0 | 0 | 0 | 0           |
| Jason Ponet            | 0       | 0         | 1         | 0 | 0 | 0 | 0           |
| Gleison Tibau          | 0       | 0         | 1         | 0 | 0 | 0 | 0           |
| Aleksej Kuntjenko      | 0       | 0         | 0         | 0 | 0 | 0 | 0           |
| Magomed Magomedkerimov | 0       | 0         | 0         | 0 | 0 | 0 | 0           |

### Lätt tungvikt
| Atlet                 | Vinster | Oavgjorda | Förlorade | 1 | 2 | 3 | Total Poäng |
| --------------------- | ------- | --------- | --------- | - | - | - | ----------- |
| Antônio Carlos Júnior | 1       | 0         | 0         | 1 | 0 | 0 | 6           |
| Cezar Ferreira        | 1       | 0         | 0         | 1 | 0 | 0 | 6           |
| Marthin Hamlet        | 1       | 0         | 0         | 0 | 1 | 0 | 5           |
| Emiliano Sordi        | 1       | 0         | 0         | 0 | 0 | 0 | 3           |
| Jordan Young          | 1       | 0         | 0         | 0 | 0 | 0 | 3           |
| Chris Camozzi         | 0       | 0         | 1         | 0 | 0 | 0 | 0           |
| Tom Lawlor            | 0       | 0         | 1         | 0 | 0 | 0 | 0           |
| Nick Roehrick         | 0       | 0         | 1         | 0 | 0 | 0 | 0           |
| Dan Spohn             | 0       | 0         | 1         | 0 | 0 | 0 | 0           |
| Vinny Magalhãe        | 0       | 0         | 0         | 0 | 0 | 0 | -1          |